# Mariakapel (Rolduckerveld)
De Mariakapel of 't kloeëster-kapelsje is een niskapel in Rolduckerveld in de Nederlands Zuid-Limburgse gemeente Kerkrade. De kapel staat nabij de Roderlandbaan aan het Kanunnik Kruyderpad op ongeveer 200 meter ten noordwesten van Abdij Rolduc. De kapel staat op het Plateau van Kerkrade en vanaf deze plek heeft men uitzicht op Herzogenrath in Duitsland.
De kapel is gewijd aan Maria.

## Geschiedenis
In mei 1846 werd de kapel in opdracht van Jozef Deutz uit Kloosterrade gebouwd op de kruising Berenbosweg-Groenweg in het Berenbos. Het gebied stond toen bekend als het Kloosterraderveld.
In 1961 probeerde men de kapel te verplaatsen, maar dat mislukte. De kapel brak in talloze stukken uit elkaar.
In 2002 werd de kapel op de nieuwe plek herbouwd.
In de nieuwjaarsnacht 2019-2020 raakte de kapel zwaar beschadigd door vuurwerk, maar werd de kapel binnen een maand hersteld door het Catharinagilde. De kapel kreeg daarbij wel ander Mariabeeld.

## Bouwwerk
De kapel staat in een groter grasveld op een terras van rode bakstenen met voor de kapel in de stenen een mozaïek van een gele margriet. De niskapel heeft de vorm van een pilaar waarin een nis is aangebracht en heeft een rechthoekig plattegrond gedekt door een verzonken zinken zadeldak. Het dak is samen met de hardstenen kroonlijsten grijs van kleur, terwijl de rest van de kapel wit geschilderd is. De achtergevel en frontgevel zijn een puntgevel met schouderstukken. In de frontgevel is onder de nis een gevelsteen aangebracht met een tekst waarvan de hoofdletters in goud zijn uitgevoerd (chronogram van 2002):

LIeVe VroUW.
Van aLLe genaDe
Laat UW LICht straLen
oVer roDe en kLoosterraDe
2002

De kapelnis heeft een rondboogvorm en wordt afgesloten door een smeedijzeren hek met glas. De nis is wit geschilderd en in de nis staat een Mariabeeldje.